# Ásúrá
Ásúrá (arab: عاشوراء) napja a Muharram tizedik napja az iszlám naptárban. Ez a nap a muharramra való megemlékezés tetőpontja. A siiták gyásznapja, Mohamed próféta unokájának, Husszein ibn ‘Alī (626–680), illetve követői mártíromságának emléknapja. 
Az ásúrá arabul egész egyszerűen „tizediket” jelent, ennek értelmében a megemlékezés elnevezés közvetlen fordításban a „tizedik nap” jelent.
Ásúrá napjához több eseményt kötnek. Muszlim hagyomány szerint, amikor a nagy Özönvíz kezdett visszahúzódni, Noé próféta és a családja összegyűjtötte az összes ételt, ami a bárkán maradt, és egy finom pudingot főzött belőle. Az ételnek az „ásúrá” vagy „Noé pudingja” nevet adták. Noé prófétára emlékezve és Istennek hálát adva Anatólia népe és más muszlimok szokássá tették ennek a pudingnak az elkészítését ezen a napon és megosztását a szomszédokkal és barátokkal. Az étel megosztása egy jó módja annak, hogy újra megerősítsük az elengedhetetlen emberek közötti kapcsolatot és egységet, függetlenül vallástól, hittől és háttértől.
A muszlim tradíció szerint az emberi történelem során az Ásúrá napján sok minden történt. Ezek közé tartozik Ádám és Éva teremtése, élethez és halálhoz, mennyhez és pokolhoz fűződő események, Ábrahám próféta megmentése a tűztől, Jákob és József próféta újbóli találkozása, Mózes prófétának és népének megszabadítása a fáraó zsarnoksága alól. Mohamed próféta medinai száműzetésének első időszakában megparancsolta a muszlimoknak, hogy az ásúrá napját egynapos böjttel ünnepeljék, hogy ezzel gesztust tegyen a városi zsidók felé. Bár ezt később feleslegessé tette a ramadán egy hónapos böjtje, a próféta tovább folytatta a böjtölést ásúrá napján és tanácsolta a muszlimoknak, hogy ők is így tegyenek, valamint imádkozzanak, hogy Isten megbocsássa a vétkesek bűneit.

## Időpontjai
- 2017: Október 1.
- 2018: Szeptember 20.
- 2019: Szeptember 10.
- 2020: Augusztus 30